# Montbrun (Lot)
Montbrun ist eine südfranzösische Gemeinde mit 111 Einwohnern (Stand 1. Januar 2022) im Département Lot in der Region Okzitanien. Sie ist Bestandteil des Regionalen Naturparks Causses du Quercy.

## Lage
Montbrun liegt auf dem Nordufer des Lot in einer Höhe von ca. 160 Metern ü. d. M. am südwestlichen Rand des Zentralmassivs. Figeac, die nächstgrößere Stadt, ist etwa 22 Kilometer (Fahrtstrecke) in nordöstlicher Richtung entfernt; die Stadt Cahors befindet sich etwa 56 Kilometer westlich.

## Bevölkerungsentwicklung
| Jahr      | 1962 | 1968 | 1975 | 1982 | 1990 | 1999 | 2006 | 2018 |
| Einwohner | 120  | 108  | 83   | 61   | 95   | 101  | 117  | 105  |

Im 19. Jahrhundert hatte der Ort meist um die 350 Einwohner. Infolge der Reblauskrise im Weinbau und der Mechanisierung der Landwirtschaft ging die Einwohnerzahl in der ersten Hälfte des 20. Jahrhunderts kontinuierlich bis auf die Tiefststände in den 1980er Jahren zurück.

## Wirtschaft
Im Haut-Quercy wurde die Landwirtschaft in erster Linie zur Selbstversorgung betrieben, zu der bis ins 19. Jahrhundert hinein auch der Weinbau gehörte, der aber nach der Reblauskrise nahezu gänzlich aufgegeben wurde. Heute spielt – neben Landwirtschaft, Kleinhandel und Handwerk – der Tourismus in Form der Vermietung von Ferienwohnungen (gîtes) eine große Rolle im Wirtschaftsleben der Gemeinde.

## Geschichte
Der Ort mit prähistorischen Spuren (Dolmen de la Combe de l’Ours) war im Mittelalter zwischen den Grundherrschaften (seigneuries) der Familien Barasc und Cardaillac umstritten, bis sich letztere schließlich durchsetzen konnten.

## Sehenswürdigkeiten
- Die Burg (château) entstand im 12. und 13. Jahrhundert – von ihr steht nur noch der Bergfried (donjon) und Reste von zwei Umfassungsmauern, zwischen denen Terrassen angelegt wurden. Das im Privatbesitz befindliche Bauwerk wurde im Jahre 1984 als Monument historique eingestuft.[1]

Dolmen
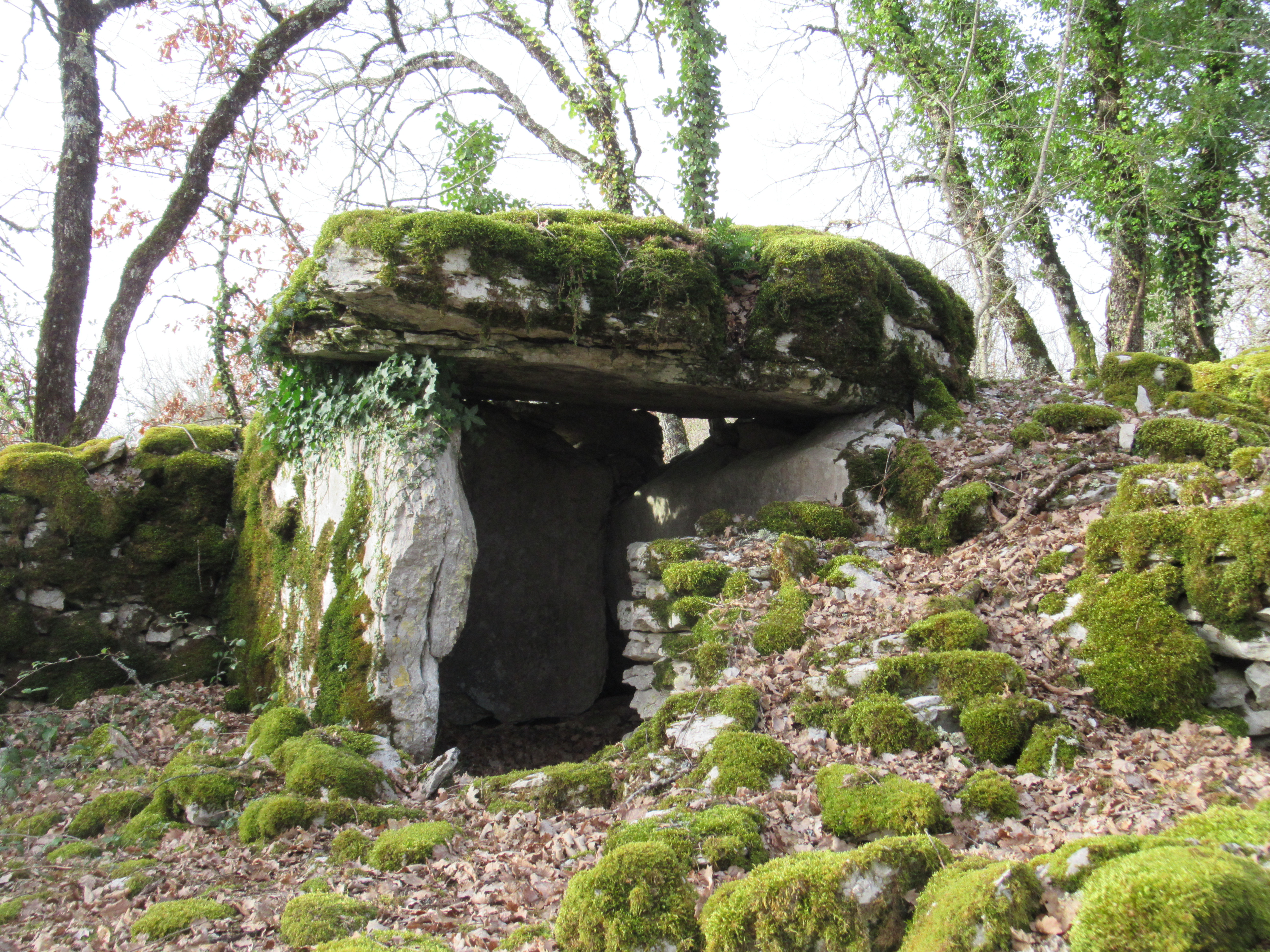
Dolmen du Pech Joli
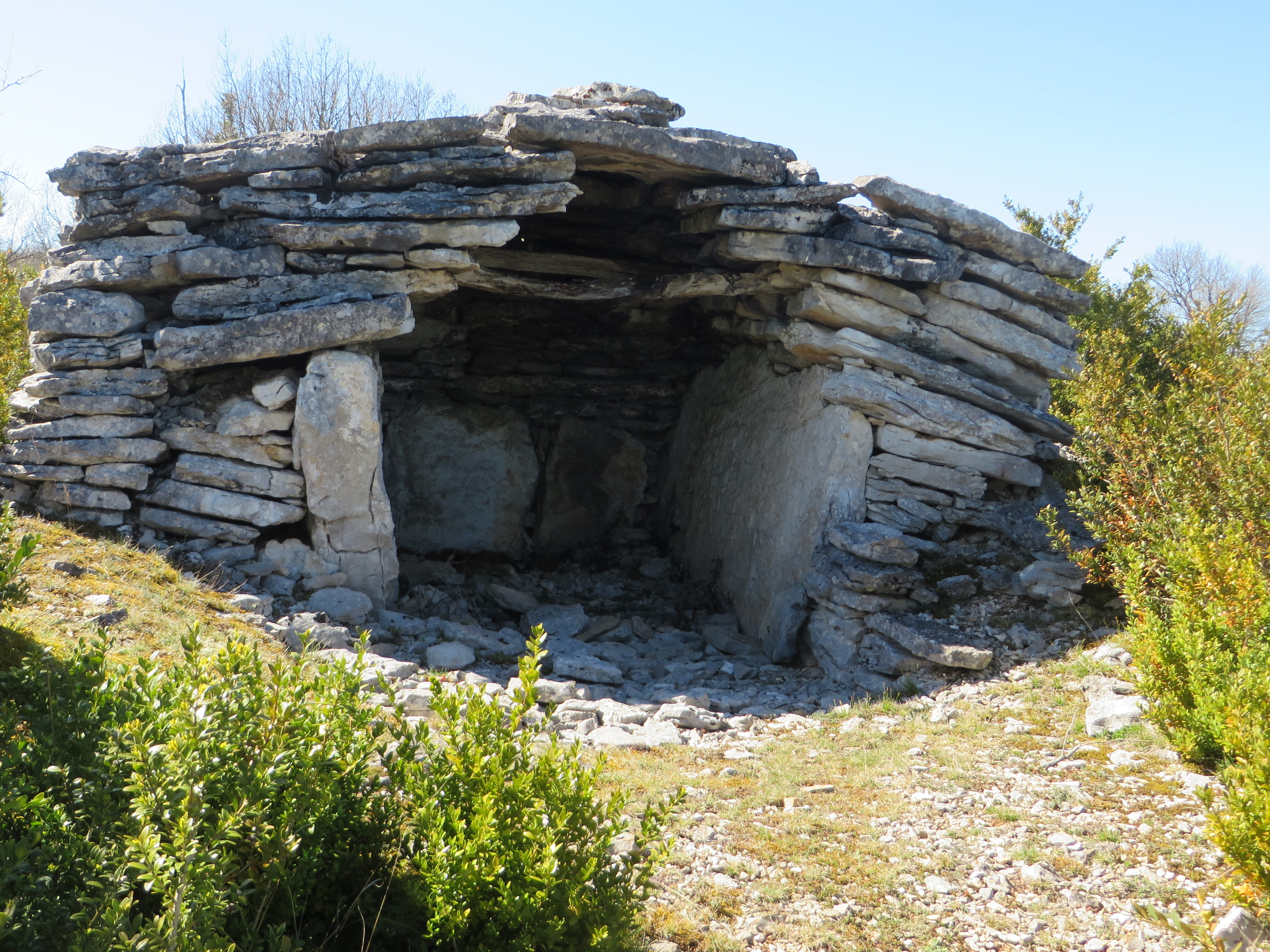
Dolmen Pech Roubert
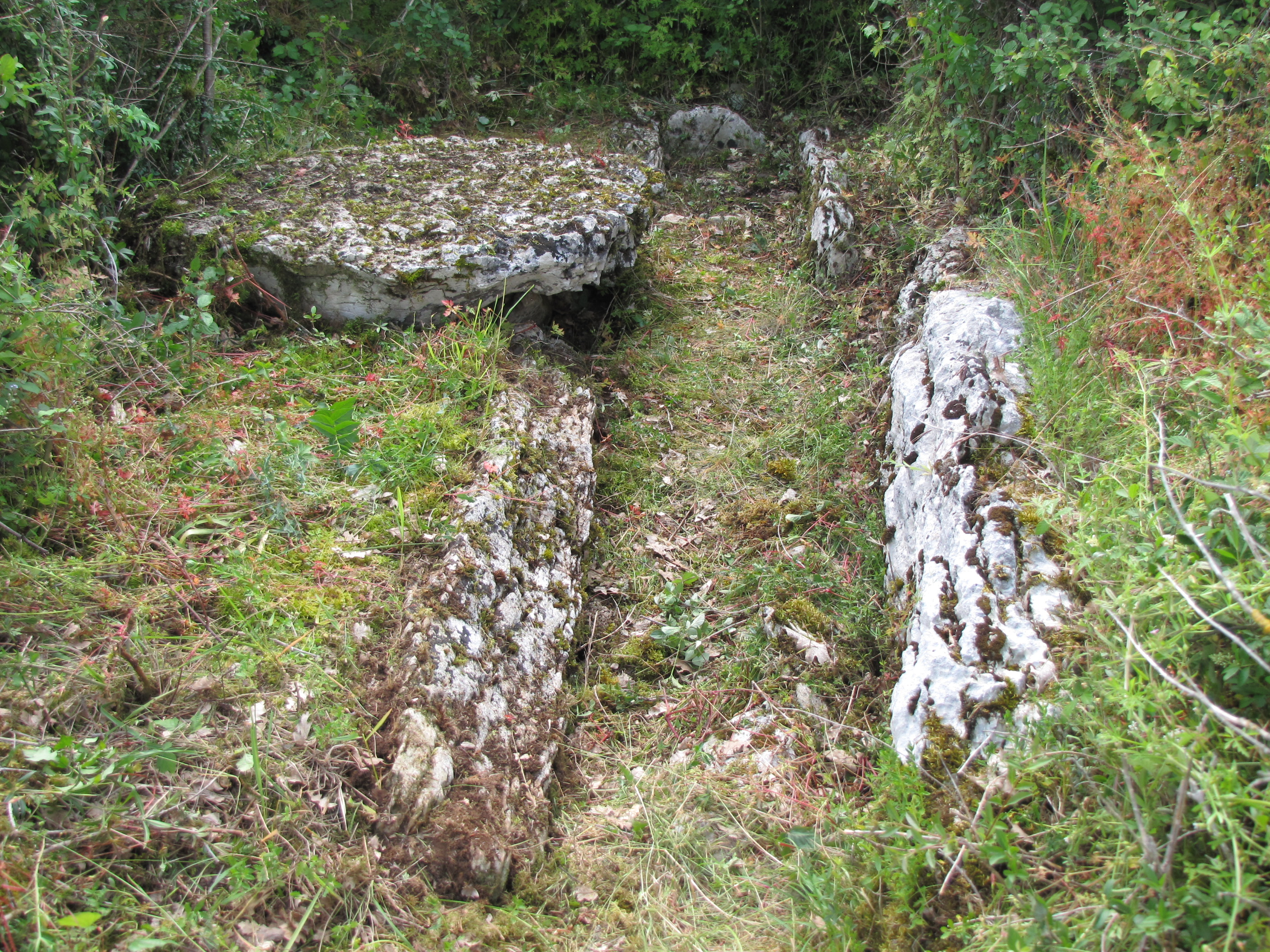
Dolmen du Mas de Gabat

- Die Megalithanlagen Dolmen du Mas de Gabat, Dolmen du Pech de Montbrun, Dolmen du Pech Joli, die Dolmen de la Combe de l'Ours und Dolmen du Pech Roubert. Der Dolmen des Aguals hat noch seinen weitgehend erhaltenen Tumulus. Er wurde im Jahre 2001 als Monument historique eingestuft.[2] Auf dem Gebiet der Nachbargemeinde Gréalou befinden sich weitere Dolmen.
- Die Kirche Saint-Blaise war die ehemalige Burgkapelle und ist in Nord-Süd-Richtung ausgerichtet. Ihre Bausubstanz wurde in der Vergangenheit wiederholt verändert und erst im Verlauf der Französischen Revolution wurde sie die Pfarrkirche des Ortes.